# دوعالم کوه
دوعالم کوه که به زبان محلی دوال کوه یا دوآل کوه گفته می شود، در روستای سرسبز رفتگی واقع شده است و مدفن امامزادگان سیدعلی و سیدمحمد از نسل امام موسی کاظم است و شاید به خاطر وجود مزار دو امامزاده در قله اش، آن را دو عالم کوه نامیده اند.دوعالم کوه از شمال به روستای رشته پلنگان تنیان و رفتگی از جنوب به توسه کله آلیان ، از غرب به کوههای ییلاق و از شرق به روستاهای سیاه کوه و ‌چالکسر محدود می شود. مردم منطقه مسلمان و شیعه مذهبند و در کوهپایه ها عمدتا زبان گویش تالشی و در جلگه با گویش گیلکی صحبت می کنند.